# Georges-Élie Amyot
Pour les articles homonymes, voir Amyot.
Georges-Élie Amyot, né le 28 janvier 1856 à Saint-Augustin et mort le 28 mars 1930 à Palm Beach, est un homme d'affaires et un homme politique québécois.

## Biographie

### Jeunesse
Il est le fils de Dominique Amyot, cultivateur, et de Louise Nolin. Il étudie à l'Académie commerciale de Québec. Il occupe d'abord le poste de commis auprès du sellier Louis Girard. Il travaille ensuite jusqu'en 1874 aux côtés de son futur beau-père, Louis Tanguay. De 1877 à 1879, il travaille à Montréal dans le commerce de la quincaillerie et de la chaussure. De 1879 à 1885, de retour à Québec, au sein de Jos. Amyot et Frères.

### Hommes d'affaires éminent

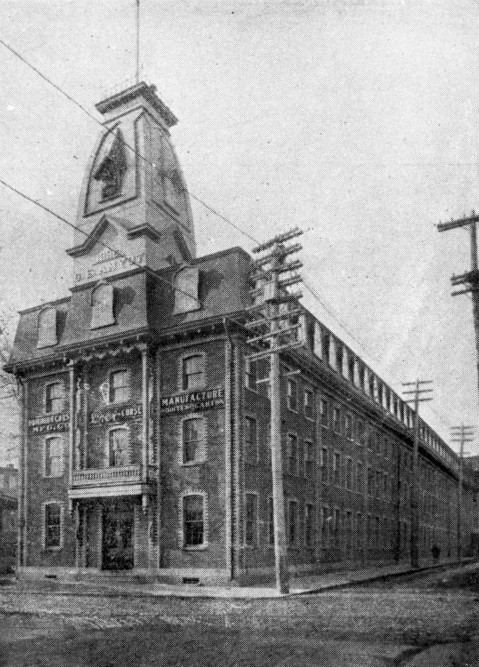
Usine Dominion Corset

En 1885, il fonde une « maison de nouveautés ». Il s'associe l'année suivante à M. Dyonnet dans la fondation d'une manufacture de corsets. Celle-ci deviendra la Dominion Corset. Dans les années suivantes, il élargit ses affaires en ouvrant une fabrique de boîtes (1894) ainsi que la brasserie Fox Head (1895).
Son implication l'amène à assumer les rôles de président de la Quebec Paper Box Company, de la Dominion Corset Company et de la Canada Corset Steel Company. Du côté bancaire, il sera également président de la Banque nationale et vice-président de la Banque d'économie de Québec. Il est aussi directeur de la National Breweries, de la Title and Guarantee Trust et de la Quebec, Saguenay and Chibougamau Railroad. Son implication dépasse également le cadre industriel et il participe à de nombreuses associations civiles. En 1902, il est président de l'Association des manufacturiers de la province de Québec, puis président de Chambre de commerce de Québec de 1906 à 1907. Il sera également président de la section québécoise de l'Ambulance Saint-Jean.

### Politique
Le 23 octobre 1906, il est candidat libéral lors d'une élection partielle dans la circonscription de Québec à la Chambre des communes du Canada. Malgré le support de Wilfred Laurier, il ne parvient pas à se faire élire, ayant été battu le 23 octobre par 388 voix par son oppossant Lorenzo Robitaille soutenu par Henri Bourassa. Il est nommé conseiller législatif de la division de De la Durantaye par le premier ministre du Québec Lomer Gouin le 8 janvier 1912. Il conservera ce poste jusqu'à sa mort.

### Postérité

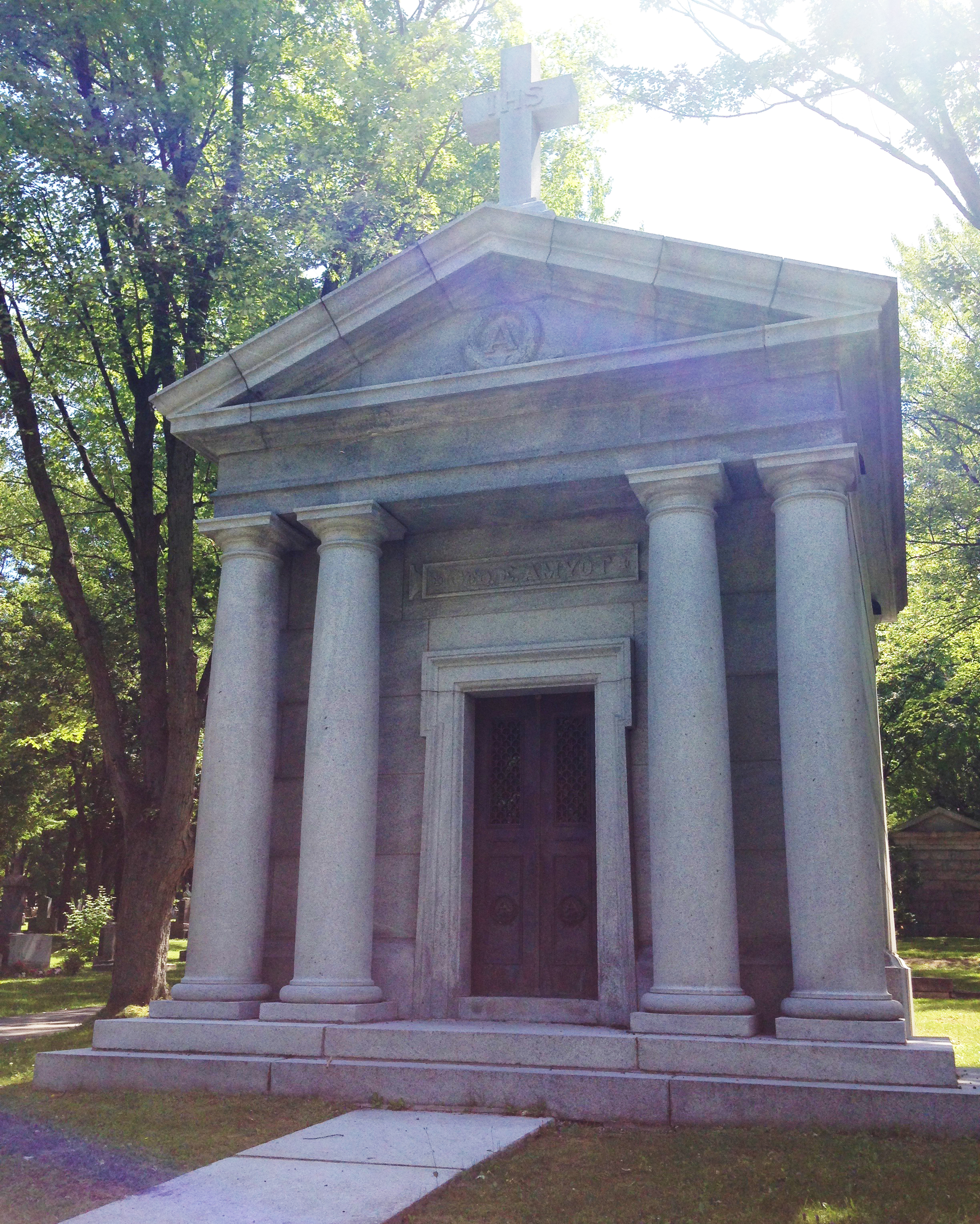
Mausolée de Georges-Élie Amyot au cimetière Notre-Dame-de-Belmont.

Alors au sommet de sa carrière d'hommes d'affaires, Amyot est un important spéculateur immobilier de la ville Québec, mais aussi du Canada. Il cède en 1924 la Dominion Corset à son fils, Louis-Joseph-Adjutor Amyot. La compagnie prospère durant 102 ans, jusqu'à son rachat en 1988 par l'entreprise Wonderbra. Décédé en Floride en 1930, il est inhumé au cimetière Notre-Dame-de-Belmont le 3 avril.
De nos jours, le principal héritage d'Amyot est sans doute l'Usine Dominion Corset, bâtiment emblématique de l'architecture industrielle dans la basse-ville de Québec, aujourd'hui occupé par l'Université Laval sous le vocable de La Fabrique.
Une plaque commémorative de la ville de Québec est adossée au mur de l'usine et maintenant de La Fabrique, depuis 1993 pour rendre hommage à la famille Amyot, propriétaires de l'usine.

## Distinctions
- 1916 :  Commandeur de l'ordre de Saint-Grégoire-le-Grand
- 1914 : chevalier du Très vénérable ordre de Saint-Jean
- Lieutenant-colonel honoraire du 61e régiment